# Intzako Dorrea
Intzako Dorrea (en basc la torre d'Intza) és un pic de la Serra d'Aralar (la major part de la seva extensió és un gran massís ondulat culminat per una impressionant zona càrstica, foradada per gran nombre de foies, valls morts, coves i avencs). És el cim més alt d'aquesta serra, arribant als 1431 metres sobre el nivell del mar. Pren el seu nom d'Intza, un llogaret a la vall de Araitz. Es troba a Navarra, però molt prop del límit amb Guipúscoa.
A voltes se l'anomena Irumugarrieta, encara que hi ha qui considera que aquesta denominació no és correcta, perquè eixe nom fa referència a un indret a 100 metres al sud-est del cim.